# Cristòfor Cascante i Colom
Cristòfor Cascante i Colom   (Esparreguera, 1851 - Barcelona, 12 de juliol de 1889) fou un arquitecte modernista catala.

## Biografia
Fou fill de Cristòfor Cascante i Llopart, fill de Monistrol de Montserrat, fabricant de teixits com els seus avantpassats del segle xvii, i de Maria Colom i Castells, una pubilla d'Esparreguera. En casar-se van anar a viure en aquesta vila, on hi establiren una fàbrica de cotó. En incendiar-se la fàbrica a mitjan segle xix, el pare passà a treballar a Martorell, a la factoria Molí Fariner o Molí Vell. Cap al 1875, els Cascante es traslladaren a la Casa Camprodon de Barcelona, on Cristòfor més endavant hi establí el seu despatx d'arquitecte.
Cristòfor Cascante i Colom no va voler ser fabricant, per això entre 1871 i 1873 es matriculà a la Universitat Literària de Barcelona, al mateix temps que sol·licitava l'ingrés a l'Escola d'Arquitectura. Al llarg de la seva carrera va tenir com a professors destacats arquitectes de la Renaixença catalana, com ara Elies Rogent i Amat, August Font i Carreras o Francesc de Paula del Villar. Va ser company de promoció d'Antoni Gaudí, Eduard Mercader i Sacanella, Pere Falqués i Urpí, Camil Oliveras i Gensana i Leandre Serrallach i Mas.
Mentre treballava va estudiar al taller d'escultura de Venanci Vallmitjana i Barbany i el seu germà Agapit Vallmitjana i Barbany, acreditats artistes i professors de l'Escola de Llotja de Barcelona, i al taller d'Eudald Puntí, que aleshores estava ocupat en les obres del Parc de la Ciutadella. El mestre d'obres Josep Fontserè i Mestre, que les dirigia, va tenir com a ajudants, a més de Cascante, Gaudí i els escultors Joan Flotats i Llucià i Llorenç Matamala i Piñol. A partir del 14 de desembre de 1876, Cascante i Gaudí van intervenir en les obres del cambril de la Mare de Déu de Montserrat, que dirigia Francesc de Paula del Villar.
Va obtenir el títol d'arquitecte el 15 de març de 1878. La seva prematura mort per malaltia va estroncar una carrera esperançadora.
La seva producció entre els anys 1878 i 1889 és representativa del corrent medievalista de la Renaixença. La seva obra palesa, des d'un primer moment, la influència directa d'Elies Rogent. És l'època en què comparteix despatx amb Eduard Mercader, amb qui fa l'ampliació i reforma del col·legi de Loreto de Barcelona (1878-1890), cremat el 1909, i la primera restauració de l'església de Sant Pere de les Puel·les (1883).
Però la major part de la seva producció arquitectònica es troba a Comillas (Cantàbria), on va dirigir algunes obres que havien estat projectades per Joan Martorell i Montells: la capella-panteó del Marquès de Comillas (1878-1881) i el palau de Sobrellano (1878-1888), i per Antoni Gaudí: la Villa Quijano «El Capricho» (1883-1885). Va fer, en col·laboració amb Martorell, el projecte del Seminari Pontifici (1882-1889), les obres del qual va dirigir. Cascante és autor, també, de l'Hospital de Comillas (1885-1888), per encàrrec de Claudio López i López. A més, Cascante va projectar el monument al primer marquès de Comillas (1885), que per causes diverses no es pogué realitzar fins al 1890. Domènech i Montaner se'n va fer càrrec, i si bé va introduir-hi algunes variants, sí que va conservar la part bàsica que projectà Cascante.
Entre 1888 i 1889 va construir Can Casas —Cellers Müller— a el Bruc. Aquesta va ser la seva darrera obra, aprofitant una de les estades que feia a Catalunya. El 15 de juliol de 1989, amb motiu del centenari de la mort de l'arquitecte i de la construcció d'aquest edifici, es feren diverses activitats organitzades per l'Ajuntament del Bruc i el Servei de Patrimoni Arquitectònic Local. Entre les activitats i iniciatives preses amb aquest motiu, figura l'edició d'un tríptic amb dades biogràfiques de Cascante i informació sobre la seva obra arquitectònica i sobre el projecte de restauració de Can Casas.
Es va casar amb Teresa Portabella i Mas (†1928).